# Скачки (село)
Скачки — село в Мокшанском районе Пензенской области. Входит в состав Плесского сельсовета.

## География
Находится в северной части Пензенской области на расстоянии приблизительно 15 км на северо-запад от районного центра поселка Мокшан на левом берегу реки Мокша.

## История
Известно с 1710 году как поместье ближнего боярина, сенатора, графа Петра Матвеевича Апраксина; в это время в селе Петровском (Скачки) было 57 дворов, церковь во имя св. апостолов Петра и Павла. С 1780 году — село Мокшанского уезда. В 1785 году показано за Александром Никоноровичем Анненским[уточнить]. В 1877 году — 194 двора, деревянная церковь (построена в 1854 году), земская школа. В 1910 году 181 двор, церковь, земская школа, медицинский пункт, водяная мельница, шерсточесалка, кузница, кирпичный сарай, 2 лавки, имение Анненкова. В 1955 году — центральная усадьба колхоза имени Андреева («Победа»). В конце 1990-х годов в селе была центральная усадьба СПК «Заря», фельдшерско-акушерский пункт, неполная средняя школа, библиотека, дом культуры, отделение связи и Сбербанка. В 2004 году — 163 хозяйства.

## Население
| 1719  | 1782  | 1864  | 1877  | 1897 | 1910 | 1926  |
| ----- | ----- | ----- | ----- | ---- | ---- | ----- |
| 121   | ↗1398 | ↗1583 | ↘1071 | ↘927 | ↗997 | ↗1144 |
| 1930  | 1939  | 1959  | 1979  | 1989 | 1996 | 2002  |
| ↗1233 | ↘965  | ↘680  | ↘416  | ↘410 | ↗418 | ↘351  |
| 2010  |       |       |       |      |      |       |
| ↘321  |       |       |       |      |      |       |